# Francesco Villamena
Francesco Villamena (* 1564 in Assisi; † 7. Juli 1624 in Rom) war ein italienischer Zeichner und Kupferstecher.

## Leben
Villamena lernte sein Handwerk bei Cornelis Cort in Rom und entwickelte sich zu einem bekannten und produktiven Künstler. Einen beträchtlichen Teil seines Werkes machen die seinerzeit sehr gefragten Heiligendarstellungen aus, darunter mehrere des aus seiner Heimatstadt stammenden Franz von Assisi. Für Stiche zu religiösen Themen verwendete Villamena Gemälde von Künstlern wie Federico Barocci und Francesco Vanni als Vorlagen. Außerdem porträtierte er kirchliche Würdenträger wie Papst Clemens VIII., die Kardinäle Roberto Bellarmino und Cesare Baronio sowie berühmte Zeitgenossen wie Christophorus Clavius, Galileo Galilei und Inigo Jones. Zu den Persönlichkeiten, denen Villamena seine Werke widmete, gehörten Herzog Wilhelm von Bayern, die Kardinäle Pietro Aldobrandini und Scipione Borghese sowie der Gelehrte Cassiano dal Pozzo.
Villamena war verheiratet mit Caterina († 1649) und hatte einen Sohn und vier Töchter. Er starb plötzlich und ohne ein Testament zu hinterlassen. Aufgrund der komplizierten Erbrechtslage wurde sein Nachlass genau erfasst und dessen Verzeichnisse im Staatsarchiv von Rom aufbewahrt. Er besaß zum Zeitpunkt seines Todes unter anderem eine Druckpresse, zahlreiche Druckplatten, 300 Drucke, 828 Zeichnungen, 38 Gemälde und 35 Skulpturen. Die Skulpturen kaufte Kardinal Ippolito Aldobrandini der Jüngere im November 1625 für die Summe von 1.000 Scudi, die Drucke und Zeichnungen ein Buchhändler namens Giovanni Antonio Rotulo im Dezember 1625 für die Summe von 800 Scudi.

## Kunstgeschichtliche Bedeutung

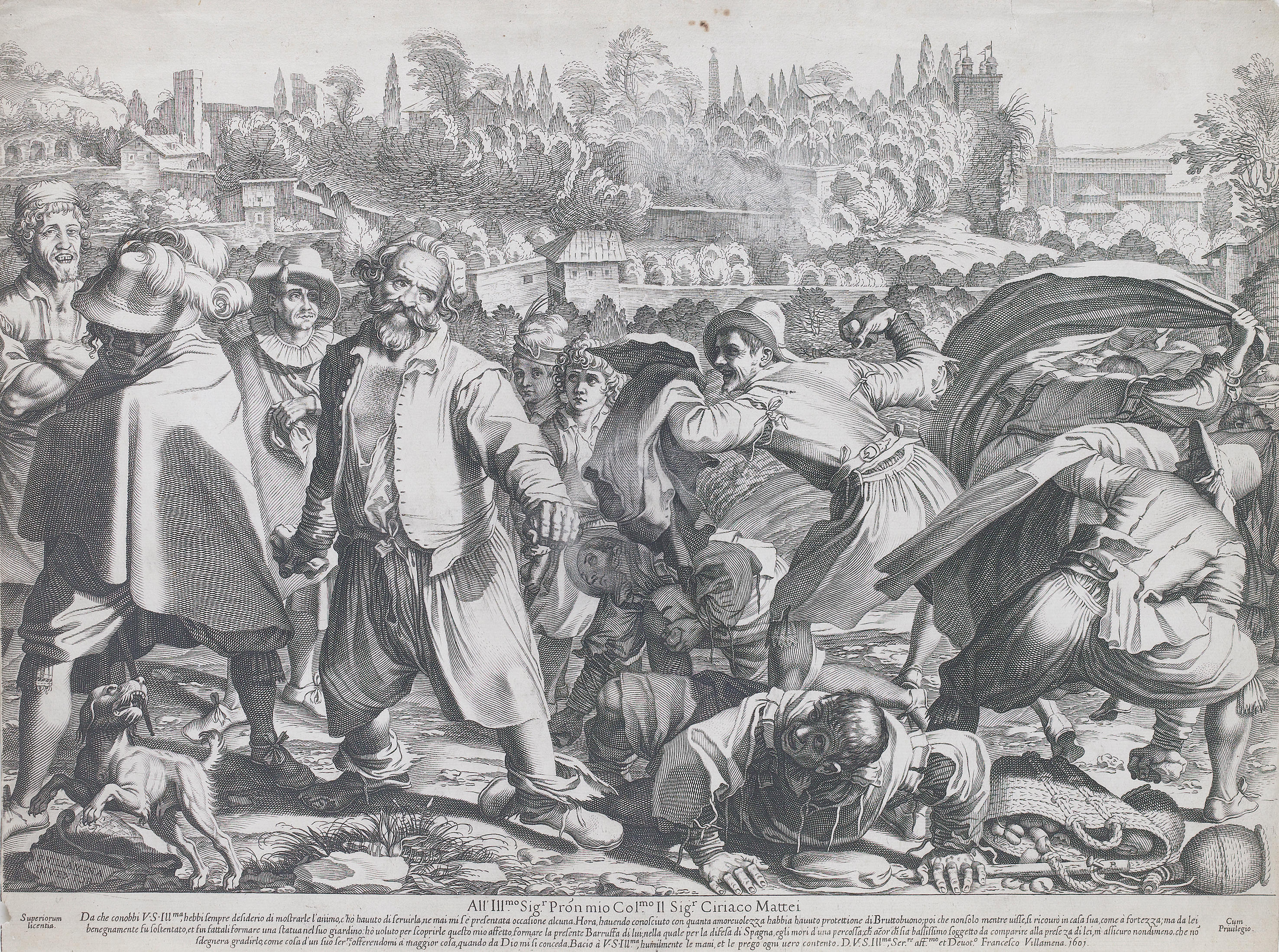
Una battaglia di Bruto, 1601

Während Pierre-Jean Mariette sich positiv über Villamena äußerte, schätzte Georg Kaspar Nagler ihn nicht sehr hoch ein und hielt Agostino Carracci, der ebenfalls Schüler von Cornelis Cort war, für verdienstvoller. Nagler bemängelte, dass Villamena es mit der Zeichnung nicht sehr genau genommen habe und einige seiner Arbeiten unfertig wirkten. Außerdem seien seine Stiche zu gleichförmig ausgeführt.
Heutzutage gilt Villamena in erster Linie wegen einiger zwischen 1598 und 1601 entstandener Stiche, die einfache Leute auf realistische Weise darstellen, als Innovator, der unter anderem Jacques Callot beeinflusst hat. Besonders bekannt ist der Stich Una battaglia di Bruto (auch bekannt als La baruffa di Bruttobuono, Gli sfrenati oder Les Gourmeurs) von 1601, in dem ein Straßenkampf dargestellt wird. Die Szene geht auf eine reale Begebenheit zurück, die auch in einem römischen Polizeibericht vom 15. Oktober 1601 belegt ist. Dabei wurde bei Ausschreitungen zwischen Anhängern Spaniens und Frankreichs ein Mann durch Steinwürfe getötet. Villamena widmete die Arbeit Ciriaco Mattei, einem Parteigänger Spaniens, zu dessen Dienern der getötete Mann möglicherweise gehört hatte.